# Nactus serpensinsula
Nactus serpensinsula este o specie de șopârle din genul Nactus, familia Gekkonidae, descrisă de Loveridge 1951. A fost clasificată de IUCN ca specie vulnerabilă.

## Subspecii
Această specie cuprinde următoarele subspecii:
- N. s. durrelli
- N. s. serpensinsula